# یوتیکا (مینه‌سوتا)
یوتیکا، مینه‌سوتا (به انگلیسی: Utica, Minnesota) یک شهر در ایالات متحده آمریکا است که در شهرستان وینونا، مینه‌سوتا واقع شده‌است.

## خصوصیات
یوتیکا ۲٫۴۱ کیلومترمربع مساحت و ۲۹۱ نفر جمعیت دارد و ۳۵۸ متر بالاتر از سطح دریا واقع شده‌است.